# Australische Beachhandball-Nationalmannschaft der Frauen
Die australische Beachhandball-Nationalmannschaft der Frauen repräsentiert die Australian Handball Federation als Auswahlmannschaft auf internationaler Ebene bei Länderspielen im Beachhandball gegen Mannschaften anderer nationaler Verbände. Den Kader nominiert der Nationaltrainer.
Das männliche Pendant ist die Australische Beachhandball-Nationalmannschaft der Männer, als Unterbau fungiert die Nationalmannschaft der Juniorinnen.

## Geschichte
Beachhandball konnte sich im Vergleich zu Europa, Asien und Lateinamerika erst vergleichsweise spät in Ozeanien etablieren. Zu den ersten Staaten, in denen der Sport eine größere Zahl an Anhängern fand, war Australien. Schon 1998 nahm eine Nationalmannschaft im Rahmen des Festival de Verão an der Copacabana in Rio de Janeiro an einem internationalen Turnier teil. Ihr Debüt bei einer internationalen Meisterschaft gab die Mannschaft aber erst 2012 bei den Weltmeisterschaften, wo das Team einen achtbaren achten Rang belegte. Gemeinsam mit den großen kontinentalen Konkurrentinnen aus Neuseeland waren die Australierinnen die einzige Mannschaft, die an allen seit 2013 ausgetragenen Ozeanienmeisterschaften teilgenommen hat. Diese wurden immer parallel zu den offenen australischen Clubmeisterschaften in Australien durchgeführt. Bei den beiden ersten Austragungen waren nur die beiden großen Länder des Kontinents vertreten, Australien belegte jeweils den ersten Rang. 2018 und 2019 wurde das Feld größer, Australien belegte nun vor Amerikanisch-Samoa den ersten Rang. Weitere internationale Turniere fanden seitdem aufgrund der COVID-19-Pandemie nicht statt. Nach der ersten WM-Teilnahme folgte 2013 auch die erste Teilnahme an den World Games, bei denen Australien den siebten Platz belegte, 2017 konnten sie sich um noch ein Rang besser platzieren. Auch bei den Weltmeisterschaften startete Australien als stärkste Mannschaft Ozeaniens immer seit der ersten Teilnahme, wobei sich die Mannschaft hier vornehmlich im hinteren Bereich platzieren konnte. 2014 wie auch 2018 belegte die Mannschaft die letzten Ränge.
Das mittlerweile erreichte Standing des australischen Beachhandballs zeigt sich unter anderem darin, dass bei der Eröffnung der ersten World Beach Games 2019 in Katar die Beachhandball.Spielerin Rose Boyd zur Fahnenträgerin Australiens berufen wurde. Australien konnte sich bei den Olympischen Spielen der Strandsportarten vor Tunesien auf dem vorletzten Rang platzieren.

## Teilnahmen
| World Games - 2001: nicht eingeladen - 2005: nicht eingeladen - 2009: nicht qualifiziert - 2013: 7. - 2017: 6. - 2022: 6. World Beach Games - 2019: 11. - 2023: ausgefallen | Weltmeisterschaften - 2004: keine Teilnahme - 2006: keine Teilnahme - 2008: keine Teilnahme - 2010: nicht qualifiziert - 2012: 8. - 2014: 12. - 2016: 8. - 2018: 16. - 2020: qualifiziert, ausgefallen - 2022: 16. - 2024: qualifiziert | Ozeanienmeisterschaften - 2013: 1. - 2016: 1. - 2018: 1. - 2019: 1. - 2020: ausgefallen - 2022: 1. - 2023: 1. |

- WM 2012: Rosalie Boyd • Daniela Cook • Allira Hudson-Gofers • Alice Keighley • Taylee Lewis • Clare Murray • Katherine Napier • Vanja Smiljanic • Emma Van Bussel • Amelia Wallace[5]

- OM 2013: Kader aktuell nicht bekannt

- WG 2013: Rosalie Boyd • Victoria Brunsberg • Leah Cece • Daniela Cook • Alice Keighley • Katherine Napier • Vanja Smiljanic • Bronwyn Smith • Christie Suggate[6]

- WM 2014: Tanya Beth • Heather Cooper • Melanie Charles • Daniela Cook • Jemima Harbort • Allira Hudson-Gofers • Alice Keighley • Vanja Smiljanic • Emma Van Bussel • Aline Viana

- Aufgebot für 2016: Amy Beth • Tanya Beth • Birte Biehler • Rosalie Boyd • Daniela Borelli Dos Santos • Mélanie Charles • Heather Cooper • Cate Dayman • Emma Guignard • Allira Hudson-Gofers • Madeleine McAfee • Ana Medjed • Aminta Thomas • Vanja Smiljanic • Manon Vernay (TW) • Aline Viana • Kayla Zissler

- OM 2016: Tanya Beth • Birte Biehler • Rosalie Boyd • Daniela Borelli Dos Santos • Heather Cooper • Emma Guignard • Allira Hudson-Gofers • Madeleine McAfee • Vanja Smiljanic • Aline Viana • Reserve: Aminta Thomas • Amy Beth

- WM 2016/Prag Open 2016: Tanya Beth • Birte Biehler • Rosalie Boyd • Daniela Borelli Dos Santos • Heather Cooper • Emma Guignard • Allira Hudson-Gofers • Madeleine McAfee • Vanja Smiljanic • Aline Viana • Reserve: Aminta Thomas • Amy Beth

- WG 2017: Birte Biehler • Rosalie Boyd • Daniela Borelli Dos Santos • Mélanie Charles • Heather Cooper • Ana Mejed • Madeleine McAfee • Vanja Smiljanic • Aline Viana • Manon Vernay (TW) • Reserve: Laura Player • Jessica Sancataldo • Kayla Zissler

- OM 2018: Kader aktuell nicht bekannt

- WM 2018: Birte Biehler • Rosalie Boyd • Daniela Borelli Dos Santos (Co-) • Aminta Thomas () • Heather Cooper • Ana Mejed • Madeleine McAfee • Vanja Smiljanic • Manon Vernay (TW) • Aline Viana

- OM 2019: Kader aktuell nicht bekannt

- WBG 2019: Nicole Back • Tanya Beths • Rosalie Boyd • Heather Cooper • Allira Hudson-Gofers • Madeleine McAfee • Claudia Mitchell • Vanja Smiljanic • Aline Viana • Kayla Zissler[8]

- OM 2022: Kader aktuell nicht bekannt

- WM 2022: Rosalie Boyd • Kaycee Clark • Jemima Harbort (TW) • Allira Hudson-Gofers • Madeleine McAfee • Ana Medjed • Claudia Mitchell • Abby Mills • Stella Sevilla Chinchilla • Aline Viana[9]
- WG 2022: Kaycee Clark • Jessica Fallah • Allira Hudson-Gofers • Anabell Mills • Erin Strong (TW) • Amy Thomas (TW) • Aline Viana • Lucy Watkins • Haylee Wilson • Jessie Wood • im erweiterten gemeldeten Kader: Tanya Beths • Rosalie Boyd • Bernadette Coase • Jemima Harbort (TW) • Madeleine McAfee • Abby Mills • Claudia Mitchell • Stella Sevilla Chinchilla[10]

- OM 2023: Rosalie Boyd () • Heather Cooper • Jemima Harbort (TW) • Allira Hudson-Gofers • Ana Medjed • Claudia Mitchell • Abby Mills • Sally Potocki • Amy Thomas (TW) • Aline Viana[11]

- WBG 2023: Rosalie Boyd • Heather Cooper • Jemima Harbort (TW) • Ana Medjed • Claudia Mitchell • Abby Mills • Sally Potocki • Manon Vernay (TW) • Aline Viana • Lucy Watkins[12]

## Trainer
| Cheftrainer/in - 2011: Peter Cama - 2014: Jan Ottosen - 2016–2018: Boris Mensing - seit 2019: Andrew Kelso | Co-Trainer/in - 2012: Nanna Hedberg - 2014: Denise Westhäusler - 2016: Dave Hudson - 2017–2018: Alice Keighley - 2023: Raelene Boulton | Manager/in - 2012: Boris Mensing - 2016–2017: Rikke Petersen - 2018: Olivia Doherty - 2021: Bernadette Coase |